# Dompierre, Vaud
Dompierre är en ort och kommun  i distriktet Broye-Vully i kantonen Vaud, Schweiz. Kommunen har 253 invånare (2023).